# معارك حرية التعبير
معارك حرية التعبير هي صراعات على حرية التعبير وخاصة تلك الصراعات التي شملت اتحاد العمال الصناعيين في العالم، ومحاولاتهم لتركيز الانتباه على قضايا العمل من خلال تنظيم العمّال وحثّهم على استخدام صوتهم الجماعي. شارك أعضاء اتحاد العمال الصناعيين في العالم خلال فترة الحرب العالمية الأولى في الولايات المتحدة في معارك حرية التعبير حول قضايا العمل التي كانت مرتبطة بشكل وثيق بالعالم الصناعي النامي وكذلك بالحزب الاشتراكي. لاقت مجموعة العمال الصناعيين في العالم في كثير من الأحيان -مع الجماعات الراديكالية الأخرى- معارضة عنيفة من قبل الحكومات المحلية وخاصة قادة الأعمال في معاركهم من أجل حرية التعبير.
نظم اتحاد العمال الصناعيين في العالم عمالًا عابرين (خاصة في مدن الغرب الأمريكي) عملوا في وظائف موسمية للغاية، فالتقوا في الشوارع وناقشوا القضايا المعاصرة واستمعوا إلى المتحدثين، فكانت هذه الطريقة من الطرق التنظيمية الشائعة جدًا، وكثيرًا ما انتهى النقاش بإلقاء القبض عليهم من قبل الشرطة بسبب مشاركتهم في لقاءات الشوارع هذه. تُعتبر معركة سان دييغو من أجل حرية التعبير أشهر معارك حرية التعبير التي نالت قدرًا كبيرًا من الانتباه العام للاتحاد، إذ مارست عنفًا هائلًا ضد الجماعات العمالية التي نظمها الاتحاد. لفتت هذه المعركة أيضًا انتباه الجمهور الأمريكي واشتهرت بكثافة العنف الذي مارسه الأعضاء المناهضين للعمالة الموجهة إلى الاتحاد. شمل هذا العنف خطف الثائر والفيزيائي (وحبيب الثائرة السياسية والكاتبة إيما غولدمان) بين ريتمان وتقطيعه.
تُعرّف معركة حرية التعبير بشكل عام بأنها أي حادثة تشارك فيها مجموعة في نزاع حول خطابها. تمثّل حركة حرية التعبير التي بدأت بصراع في حرم جامعة بيركلي في كاليفورنيا في الستينيات معركة من أجل حرية التعبير.

## «معارك حرية التعبير» واتحاد العمال الصناعيين في العالم
انخرط اتحاد العمال الصناعيين في العالم في معارك حرية التعبير خلال الفترة من عام 1907 إلى عام 1916 تقريبًا. اعتمد أعضاء الاتحاد على حرية التعبير التي يمنحها التعديل الأول في قانون الولايات المتحدة لتمكينهم من مشاركة مفهوم «اتحاد واحد كبير» مع العمال الآخرين. قيدت السلطات إقامة منصات الكلام الصغيرة عن طريق الأوامر القانونية أو مضايقات الشرطة في المجتمعات التي رأت فيها مصالحها في تجنب تطور الاتحادات. استخدم الاتحاد مجموعة متنوعة من التكتيكات الإبداعية بما في ذلك تكتيك ملء منطقة معركة حرية التعبير بالمتمردين الأحرار الذين سيتحدون السلطات من خلال انتهاك الأوامر والذين قُبض عليهم عمدًا بأعداد كبيرة.

### نظرة عامة على معارك حرية التعبير
التزم اتحاد العمال الصناعيين في العالم منذ نشأته بشدة بقضايا حرية التعبير، وخاصة تلك المرتبطة بجماعات العمل. تشكل الاتحاد في عام 1905 استجابة لعدم الرضا عن الاتحادات التي يروج لها الاتحاد الأمريكي للعمل. روّج الاتحاد الأمريكي للعمل لمثل الرأسمالية من خلال الكفاح من أجل حقوق العمال في الإطار الأيديولوجي لنظام السوق الحرة، وعمل اتحاد العمال الصناعيين في العالم في هذا الوقت على المبادئ اللاسلطوية. دعا اتحاد العمال الصناعيين في العالم إلى تطوير اتحادات واسعة النطاق للعاملين ذوي المهارات المنخفضة التي يقودها العمال بأنفسهم (وأعمالهم الجماعية)، وذلك عوضًا عن السياسات التنازلية والقرارات الرأسمالية الملزمة، بدلًا من حث العمال على الانضمام إلى الاتحادات القائمة على الحرف والمهارة التي تَقرَر عليها تشكيل اتفاقيات تجارية ملزمة مع أرباب العمل.
تجسدت أدوات التغيير الأساسية لمعارك حرية التعبير في اتحاد العمال الصناعيين في العالم بالإضرابات العفوية في مكان العمل بالإضافة إلى تباطؤ العمل في الموقع والاعتصام والمسيرات والمظاهرات. يشارك الاتحاد في العروض العامة في الشوارع والنقاشات لرفع الوعي العام بشأن معارك حرية التعبير. نُسبت رغبة العمال بالفعل المباشر إلى تزايد سخطهم من معتقدات الاتحاد الأمريكي للعمل، فأكدوا على أصولهم الأمريكية حقًا وربطوا أفعالهم بأفعال الثوار والناشطين الأمريكيين السابقين.
غالبًا ما كانت معارك حرية التعبير في اتحاد العمال الصناعيين في العالم متشابهة تمامًا في طبيعتها، فكان العديد من أعضاء الاتحاد (الذين سافر الكثير منهم عبر البلاد لنشر رسالته) يزورون وسط المدينة ويحاولون التحدث على منصات الكلام الصغيرة الموجودة في زوايا الشوارع. غلب على رسائلهم وتكتيكاتهم الطابع الاستفزازي بشكل خاص، وأُلقي القبض عليهم في كثير من الأحيان، وتوجه الذين لم يُلق القبض عليهم إلى منصة أخرى. تجسدت الجرائم التي قُبض عليهم بسببها بحظر حركة المرور أو التسكع أو التجمع غير القانوني أو انتهاك الأوامر المحلية القانونية مثل تلك التي تحظر التحدث في الشوارع.        

### تحليل مواضيع حرية التعبير
استُمدت إحدى الموضوعات الرئيسية لمعارك حرية التعبير من تنظيم الكلام في الشوارع، وتضمنت مناقشات حول أهمية الوصول إلى الممتلكات العامة وكيف يمكن تطبيق قيود معقولة عليها. ركز الأشخاص الذين ناقشوا معارك حرية التعبير بشكل متكرر على التمييز بين الكلام القانوني والإجراءات غير القانونية مع تفصيل أنواع مختلفة من الكلام غير المحمي، وناقشوا ماهية أنواع انتقادات الحكومة التي يجب حمايتها بحرية التعبير.
كانت إحدى القضايا الرئيسية التي تدور حولها مناقشات معارك حرية التعبير هي فهم المعلقين أن بعض أنواع الكلام يجب اعتباره غير قانوني ولا يقف تحت سقف حرية التعبير. تقع الفتنة والتشهير والتحريض على الكلام والفحش في هذه الفئة من الكلام. تغيرت الآراء التي تحكم على أنواع الكلام، فالذي اعتبره البعض فحشًا وتشهيرًا اعتبره آخرون نقدًا للحكومة يجب أن يحميه الدستور.

## أبرز معارك اتحاد العمال الصناعيين في العالم من أجل حرية التعبير

### سيوكس سيتي، أيوا
اعتُبرت مدينة سيوكس سيتي مدينة إستراتيجية جدًا للعاملين في تنظيم معارك حرية التعبير لأنها «بوابة للعمال الذين يدخلون ويغادرون موسم العمل الصيفي في الزراعة والبناء في داكوتا». عاد الكثير من العمال لقضاء فصل الشتاء في مدينة سيوكس سيتي نظرًا لأن فرص العمل المتاحة لهم كانت موسمية، فحاول أعضاء اتحاد العمال الصناعيين أن يوفروا لهم حوافز للانضمام إلى معركة حرية التعبير مثل تعليمهم والمساعدة في إطعامهم خلال فصل الشتاء القاسي.
كان هناك أكثر من ألف رجل عاطل عن العمل في مدينة سيوكس سيتي في ذلك الوقت خلال شتاء عام 1915. كان هناك دافع حقيقي لحمل العمال على القدوم إلى مدينة سيوكس سيتي من قِبل رجال الأعمال هناك. اكتشف العمال الذين وصلوا إلى هناك صعوبة إيجاد العمال المحليين للوظائف. اقتحم ما يقارب 150 تابع لاتحاد العمال الصناعيين في العالم والعاطلين عن العمل النادي التجاري في 15 يناير بعد مواجهة ظروف أكثر قسوة والصراع مع البطالة، فاستمع لهم الكثير من رجال الأعمال وطالبوهم بالعمل وشاهدوهم يتناولون الطعام.
زادت سيوكس سيتي من تطبيق قوانين التسكع استجابةً للإجراء المباشر لاتحاد العمال الصناعيين في العالم، وبدأت في اعتقال المزيد من أعضاء الاتحاد المشاركين في معارك حرية التعبير. تجسد هدفهم بمحاولة طرد الاتحاد خارج المدينة ولكنهم تفاجأوا بأنهم حققوا عكس هدفهم. طالب الاتحاد بمنح حقوق التعبير الحرة في المدينة. امتلأت سجون المدينة بأعضاء الاتحاد وأجبروا مسؤولي المدينة على محاولة إبرام صفقة معهم. فازوا في المعركة أخيرًا ونجحوا في منح حقوق التعبير الحر للعمال في مدينة سيوكس سيتي.

### المعارك الأخرى لاتحاد العمال الصناعيين في العالم من أجل حرية التعبير
لاحق الاتحاد معارك حرية التعبير الأخرى في كانساس سيتي بولاية ميسوري، وفي أبردين وويناتشي في واشنطن وفي فريسنو في كاليفورنيا. استُخدم القطران والريش والضرب والترحيل القسري بالإضافة إلى الحبس. كانت معركة حرية التعبير في سان دييغو فريدة من نوعها حيث لم يستخدم الاتحاد حملة تنظيم محددة. فاز اتحاد العمال الصناعيين بكل معارك حرية التعبير هذه.
خاض أعضاء الاتحاد في دنفر في ولاية كولورادو معركة مطولة حول حرية التعبير في أوائل عام 1913. رفضت سلطات دنفر السماح لأعضاء الاتحاد بالتحدث في زوايا الشوارع، فملأ أعضاء الاتحاد السجون لعدة أشهر. حصل الاتحاد على الحق في التحدث إلى العمال، وتشكل فرعين للاتحاد في دنفر في غضون عام واحد فقط.
يوجد هناك مواقع أخرى تضمنت معارك الاتحاد من أجل حرية التعبير مثل دولوث في ولاية مينيسوتا وبورتلاند في ولاية أوريغون ونيو كاسل في ولاية بنسلفانيا ونيو بيدفورد في ولاية ماساتشوستس.